# Elvin Mamishzade
Elvin Mamishzade est un boxeur azerbaïdjanais né le 17 décembre 1991 à Sumqayıt.

## Carrière
Sa carrière amateur est marquée par une médaille d'argent remportée aux championnats d'Europe de Moscou en 2010 dans la catégorie mi-mouches. Qualifié pour les Jeux olympiques de Londres en 2012, il est battu dès le premier tour par Nyambayaryn Tögstsogt. Mamishzade passe ensuite dans la catégorie poids mouches et gagne la médaille de bronze aux championnats d'Europe de Minsk en 2013. Il s'impose en 2015 aux premiers Jeux européens organisés à Bakou après sa victoire en finale contre le boxeur italien Vincenzo Picardi et devient surtout champion du monde à Doha.

## Palmarès

### Championnats du monde de boxe amateur
- Médaille d'or en -52 kg en 2015 à Doha, Qatar

### Championnats d'Europe de boxe amateur
- Médaille d'argent en -48 kg en 2010 à Moscou, Russie
- Médaille de bronze en -52 kg en 2013 à Minsk, Biélorussie

### Jeux européens
- Médaille d'or en -52 kg en 2015 à Bakou,  Azerbaïdjan